# 格林維爾鎮區 (印地安納州弗洛伊德縣)
格林維爾鎮區（英語：Greenville Township）是位於美國印地安納州弗洛伊德縣的一個行政鎮區。

## 地方資料
根據2010年美國人口普查的數據，格林維爾鎮區的面積為86.80平方千米，當中陸地面積為86.50平方千米，而水域面積為0.30平方千米。當地共有人口6746人，而人口密度為每平方千米77.72人。